# UBE2H
UBE2H (англ. Ubiquitin conjugating enzyme E2 H) – білок, який кодується однойменним геном, розташованим у людей на короткому плечі 7-ї хромосоми. Довжина поліпептидного ланцюга білка становить 183 амінокислот, а молекулярна маса — 20 655.
| 10         |  | 20         |  | 30         |  | 40         |  | 50         |
| ---------- |  | ---------- |  | ---------- |  | ---------- |  | ---------- |
| MSSPSPGKRR |  | MDTDVVKLIE |  | SKHEVTILGG |  | LNEFVVKFYG |  | PQGTPYEGGV |
| WKVRVDLPDK |  | YPFKSPSIGF |  | MNKIFHPNID |  | EASGTVCLDV |  | INQTWTALYD |
| LTNIFESFLP |  | QLLAYPNPID |  | PLNGDAAAMY |  | LHRPEEYKQK |  | IKEYIQKYAT |
| EEALKEQEEG |  | TGDSSSESSM |  | SDFSEDEAQD |  | MEL        |  |            |

A: Аланін

C: Цистеїн

D: Аспарагінова кислота

E: Глутамінова кислота

F: Фенілаланін

G: Гліцин

H: Гістидин

I: Ізолейцин

K: Лізин

L: Лейцин

M: Метіонін

N: Аспарагін

P: Пролін

Q: Глутамін

R: Аргінін

S: Серин

T: Треонін

V: Валін

W: Триптофан

Кодований геном білок за функцією належить до трансфераз. 
Задіяний у таких біологічних процесах, як убіквітинування білків, ацетилювання, альтернативний сплайсинг. 
Білок має сайт для зв'язування з АТФ, нуклеотидами. 